# Leyton Orient FC
Leyton Orient FC är en engelsk professionell fotbollsklubb i Leyton i London, grundad 1881. Hemmamatcherna spelas på Matchroom Stadium, även kallad Brisbane Road. Klubbens smeknamn är The O's. Klubben spelar sedan säsongen 2023/2024 i League One.

## Historia och klubbnamn

Klubbens ligaplaceringar från och med 1905.

Leyton Orient grundades av medlemmar i The Glyn Cricket Club och Homerton Hospital, och kallades då Glyn Cricket & Football Club. Klubben har sedan dess bytt namn flera gånger. 1886 bytte de namn till Eagle Cricket & Football Club som 1888 blev Orient FC. Tio år senare bytte de namn till Clapton Orient FC för att markera klubbens hemvist i Clapton och efter att de flyttade till Leyton 1937 bytte de vid andra världskrigets slut namn igen till Leyton Orient FC. Från 1966 hette de åter bara Orient FC men 1987 ansåg man att det var dags att ge klubben en lokal namnprägel igen och återgick till Leyton Orient FC.
Var namnet "Orient" kommer ifrån är inte helt klarlagt, men det har hävdats att namnet kan härledas till rederiet Orient Shipping Company, som spelare i klubbens tidiga historia ska ha haft anknytning till.
Klubben har spelat en säsong i högsta divisionen (1962/63), och under 1970-talet spelade man i Division 2. 1960- och 1970-talen brukar kallas klubbens gyllene år. 1978 nådde de en av sina största framgångar då de gick till semifinal i FA-cupen där det blev förlust med 0-3 mot Arsenal. Sedan klubben åkte ur Division 2 1982 har de enbart spelat i The Football Leagues två lägsta divisioner.

## Meriter
- Division 3 South: 1955/56
- Division 3: 1969/70
- Anglo-Scottish Cup: Finalist 1976/77

## Rekord
- Flest mål: 121 – Tommy Johnston (1956–1958, 1959–1961
- Flest mål under en säsong: 35 – Tommy Johnston (1957/58; Division 2)

## Spelare

### Spelartrupp
| 1  | England | Tommy Simkin   | 8 december 2004 | Stoke City (-25) |
| 26 | England | Noah Phillips  | 7 december 2004 | Leyton Orient FC |
| 33 | Irland  | Killian Cahill | 3 november 2003 | Leyton Orient FC |

| 2  | Wales   | Tom James             | 15 april 1996     | Hibernian (-21)         |
| 3  | Irland  | Tayo Adaramola        | 14 november 2003  | Crystal Palace (-25)    |
| 4  | England | Jack Simpson          | 18 december 1996  | Cardiff City (-24)      |
| 5  | England | Dan Happe             | 28 september 1998 | Leyton Orient FC        |
| 6  | Wales   | Brandon Cooper        | 14 januari 2000   | Swansea City (-24)      |
| 11 | England | Demetri Mitchell      | 11 januari 1997   | Exeter City (-25)       |
| 18 | England | Rarmani Edmonds-Green | 14 januari 1999   | Charlton Athletic (-25) |
| 19 | Grenada | Omar Beckles          | 25 oktober 1991   | Crewe Alexandra (-21)   |
| 28 | England | Sean Clare            | 18 september 1996 | Wigan Athletic (-24)    |

| 7  | Irland    | Ollie O'Neill      | 8 januari 2003    | Fulham (-24)            |
| 8  | Tunisien  | Idris El Mizouni   | 26 september 2000 | Oxford United (-25)     |
| 14 | Skottland | Michael Craig      | 16 april 2003     | Reading (-25)           |
| 15 | England   | Tyreeq Bakinson    | 10 oktober 1998   | Wycombe Wanderers (-25) |
| 20 | England   | Sonny Perkins      | 10 februari 2004  | Leeds United (-25)      |
| 21 | Irland    | Jack Moorhouse     | 29 november 2005  | Manchester United (-25) |
| 22 | Skottland | Azeem Abdulai      | 9 december 2002   | Swansea City (-25)      |
| 25 | England   | Charlie Wellens    | 5 december 2002   | Leyton Orient FC        |
| 27 | England   | Diallang Jaiyesimi | 7 maj 1998        | Charlton Athletic (-24) |
| 29 | Kenya     | Zech Obiero        | 18 januari 2005   | Leyton Orient FC        |
| 30 | England   | Joe White          | 1 oktober 2002    | Newcastle United (-25)  |
| 31 | England   | Makai Welch        | 4 oktober 2005    | Leyton Orient FC        |

| 10 | Irland       | Aaron Connolly | 28 januari 2000  | Millwall (-25)            |
| 17 | Sierra Leone | Josh Koroma    | 9 november 1998  | Huddersfield Town (-25)   |
| 23 | England      | Lemar Gordon   | 17 november 2005 | Leyton Orient FC          |
| -  | England      | Alfie Lloyd    | 30 april 2003    | Queens Park Rangers (-25) |

Not: Spelare i kursiv stil är inlånade.

### Utlånade spelare
| Nr | Land | Pos | Namn |
| -- | ---- | --- | ---- |

| Nr | Land | Pos | Namn |
| -- | ---- | --- | ---- |